# Pseudapis armata
Pseudapis armata là một loài Hymenoptera trong họ Halictidae. Loài này được Olivier mô tả khoa học năm 1812.